# عبد الرشيد بوكرزازة
عبد الرشيد بوكرزازة (19 أبريل 1955 - 23 نوفمبر 2020)، وزير الاتصال الجزائري والناطق باسم الحكومة في حكومة عبد العزيز بلخادم من مواليد 19 أبريل 1955 بجيجل تربى وترعرع في مدينة قسنطينة.

## التكوين والشهادات
- ليسانس في الفيزياء والكمياء من جامعة قسنطينة سنة 1978
- شهادة دراسات عليا في الفزياء والكمياء من جامعة قسنطينة سنة 1982.

## الخبرة المهنية
- أستاذ في التعليم العالي بجامعة قسنطينة (1977-1986)
- الأمين العام للإتحاد الوطني للشبيبة الجزائرية (UNJA) سنة (1986-1999).
- عضو اللجنة المركزية لحزب جبهة التحرير الوطني (1986-1998).
- نائب بالبرلمان الجزائري عن حزب جبهة التحرير الوطني (1997-2002).
- وزير الاتصال والناطق باسم الحكومة الجزائرية (2007-2008)

## وفاته
توفى عبد الرشيد بوكرزازة يوم الاثنين 23 نوفمبر 2020 إثر مرض عضال.